# Axel Rzany
Axel Rzany (* 27. Februar 1950) ist ein ehemaliger deutscher Fußballspieler.

## Karriere
Im Alter von 18 Jahren gelang ihm zu Beginn der Spielzeit 1968/69 neben Helmut Huttary (VfB Stuttgart), Johannes Riedl (FK Pirmasens), Anton Burghardt (1. FC Saarbrücken), Johannes Linssen (TuS Wachtendonk) und Karl-Heinz Wissmann (Grün-Weiß Werden) die Aufnahme in den Kader des Bundesligisten MSV Duisburg. Bei diesem war der vorherige Stürmer der SpVgg. Heiligenhaus als Ergänzungsspieler vorgesehen. Zu seinem Debüt in der höchsten deutschen Spielklasse kam Rzany am 7. September 1968, als er bei einem 0:0 gegen Eintracht Braunschweig von Trainer Robert Gebhardt für Detlef Pirsig eingewechselt wurde. Dies blieb für ihn einer von zwei Saisoneinsätzen, wohingegen er in der nachfolgenden Spielzeit etwas häufiger aufgeboten wurde und gelegentlich auch in der Startelf stand. Zum Teil wurde er auf der Position des Flügelspielers aufgestellt, beispielsweise bei einem 2:0-Auswärtssieg gegen den 1. FC Kaiserslautern.
Im Sommer 1970 endete für ihn nach neun Bundesligapartien ohne eigenen Treffer seine Profilaufbahn, da er zum Karlsruher SC in die zweitklassige Regionalliga wechselte. Nach einem Jahr und sieben Einsätzen unter Trainer Kurt Baluses an der Seite von Spielern wie Torhüter Rudolf Wimmer, Eugen Ehmann, Jürgen Weidlandt, Gerd Becker und Horst Wild in der Regionalliga – der KSC wurde Vizemeister im Süden und nahm an der BL-Aufstiegsrunde teil – spielte  er ab 1971 beim Amateurverein SSVg Velbert.